# Kérosène
Le kérosène, aussi appelé autrefois « pétrole lampant », est un mélange d'hydrocarbures, contenant des alcanes, en majorité, et d'autres types d'hydrocarbures, comme des cycloalcanes, ou des composés aromatiques. Issu du raffinage du pétrole, il résulte du soutirage, pendant la distillation, de la coupe ayant un point initial (PI) de distillation compris entre 150 °C et 180 °C, et un point final (PF) de distillation entre 225 °C et 250 °C. Il doit être exempt de soufre. Ce carburant est utilisé notamment dans le monde de l'aviation, permettant de faire fonctionner des turboréacteurs.

## Histoire

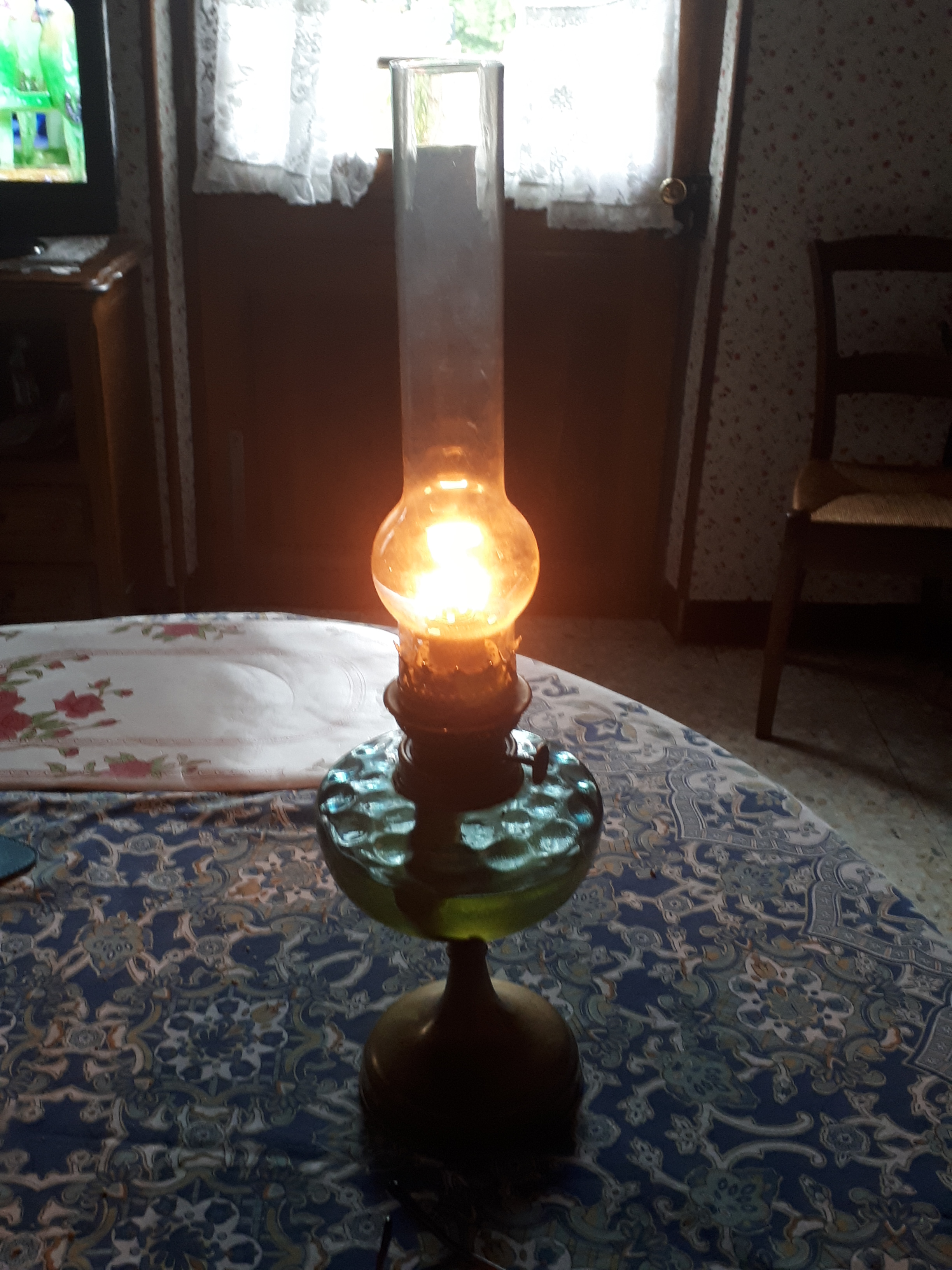
Le kérosène fut d'abord connu dans le monde occidental comme le « pétrole lampant ».

Au Xe siècle, le savant perse Rhazès décrit la distillation du pétrole permettant d'obtenir du pétrole d'éclairage dans son Livre des secrets.
En Occident, c'est le physicien et géologue canadien Abraham Gesner qui a effectué en 1846 la première démonstration publique d'un liquide d'éclairage qu'il nomme « kérosène », du grec κηρός / kêrós, « cire ».
Au départ obtenu à partir de charbon, puis de pétrole, le kérosène est un liquide économique, qui a supplanté l'huile de baleine dans les lampes à huile ou les lampes à pétrole ; on l'appelait aussi « pétrole lampant ». Il s'agit de la « première source de lumière efficace, abondante et pas chère dont ait jamais disposé l'humanité ». Cet usage a été abandonné lors de l'avènement des lampes à incandescence.

## Utilisation en aéronautique
Son usage en aviation est principalement dû à son fort pouvoir calorifique de 43,15 MJ/kg pour le Jet A1, qui autorise une plus grande autonomie à masse embarquée égale, ou, en d'autres termes, qui permet d'alléger la masse totale à emporter à autonomie constante.
Comme carburant pour l'aviation, le kérosène doit remplir des conditions particulières, notamment au niveau de ses propriétés physiques. Le carburant pour avion est ainsi un kérosène particulier ayant notamment un point de congélation très bas (−47 °C pour le Jet A1), car à 11 000 m d'altitude, la température externe est proche de −56,5 °C.

## Utilisation en aérospatial
Le kérosène et ses dérivés, de par son pouvoir calorifique et ses caractéristiques physico-chimiques déjà connues, fut un carburant de choix lors de la réalisation des premières fusées et lanceurs orbitaux, et le reste jusqu'à ce jour. Bien que certains lanceurs puissent utiliser des grades de kérosènes initialement prévus pour l'aviation (grade T-1 pour Soyouz, bien qu'une transition vers le grade RG-1 ait été engagée, Jet A pour certains vols de RS1, etc.),, les puissances spatiales développèrent des grades spécifiques à l'utilisation dans le domaine spatial, comme le RP-1 aux États-Unis, encore largement utilisé (Saturn V, Atlas V, Falcon 9, etc.), le RG-1 en Union Soviétique puis en Russie moderne, également parfois surnommé « naphthyle » (Zenit, Energuia, N-1, Angara, partiellement Soyouz, etc.), ou encore un grade de kérosène spécifique en Chine, différant également des autres (certaines Longue Marche).
Permettant une manipulation simplifiée comparé aux autres ergols (cryotechniques ou hypergoliques notamment), le kérosène dispose également d'une densité assez élevée même à température ambiante, rendant son utilisation attrayante. Toutefois, les limitations du carburant poussèrent les Soviétiques à développer de nouvelles espèces chimiques, comme la syntine (1,2-dicyclopropyl-1-méthylcyclopropane), ou le boktane (1,1-dicyclobutyle), devant remplacer le kérosène sur sa flotte de lanceur, présentant de meilleures caractéristiques. La situation économique du pays peu après la chute de l'URSS empêchera cette transition, la production de ces carburants de synthèse ayant été stoppée.

## Propriétés physiques
Le kérosène est un mélange d'hydrocarbures obtenu par raffinage du pétrole. Selon le niveau de raffinage, il est classé en plusieurs catégories dont les plus connues sont :
- le TR0 de densité moyenne 0,79 est le plus répandu ;
- le TR4 plus volatil que le TR0 mais de densité équivalente (de moins en moins utilisé car il pose des problèmes de tenue des pompes à carburant) ;
- le TR5 qui a un haut point d'éclair et qui a une densité moyenne 0,81, il est employé sur les porte-avions.

Le coefficient de dilatation volumique du kérosène est de 0,000 7 K−1.

## Propriétés chimiques
Le kérosène est un mélange d'hydrocarbures saturés de premier type ou alcanes. La combustion du kérosène par l'oxygène donne de la vapeur d'eau et du gaz carbonique en dégageant de la chaleur. Le pouvoir calorifique inférieur de cette combustion est de 10 300 kcal/kg de carburant.
Le pouvoir calorifique inférieur (PCI) d'une réaction chimique exothermique est la quantité de chaleur cédée à l'extérieur quand on a ramené les produits de la réaction dans leur état vapeur sans récupérer leur chaleur latente de vaporisation.
L'équation chimique de la réaction s'écrit :
2 C10H22(l) + 31 O2(g) → 20 CO2(g) + 22 H2O(g).
On définit la richesse en carburant du mélange carburant/oxygène par le rapport de la masse de carburant à la masse d'oxydant. Dans le cas de la réaction complète équilibrée, on dit de cette richesse qu'elle est stœchiométrique.
Dans le cas du turboréacteur, la combustion du kérosène se fait dans l'air et non dans l'oxygène pur ; l'équation de la réaction est la suivante (dans le cas d'une combustion parfaite sans production de NOx) :
2 C10H22 + 31 (O2 + 4 N2) → 20 CO2 + 22 H2O + 124 N2.
La température de fin de combustion du mélange carburé (kérosène/air) est donnée par l'équation suivante :
{\displaystyle C_{p}\times (T_{2}-T_{1})=\alpha \times P_{\text{ceff}}}
avec :
- Cp : chaleur massique à pression constante de l'air ;
- T2 : température de fin de combustion ;
- T1 : température d'entrée du mélange carburé ;
- Pceff : pouvoir calorifique efficace, inférieur au pouvoir calorifique inférieur (PCI), car la vapeur d'eau et le gaz carbonique, en se dissociant sous l'effet de la forte température, absorbent une partie des calories libérées par la combustion ;
- α : richesse injectée ou quantité de carburant suffisante et inférieure à la richesse stœchiométrique dans l'oxygène pur.

## Biokérosène
Les biokérosènes (ou bio-kérosènes) sont des alternatives au kérosène produites à partir de la biomasse et incorporables (drop-in) au kérosène « fossile » (Jet A/Jet A-1) sans besoin d'adaptation de leur usage, de leur maintenance et de la logistique d’approvisionnement associée.
En octobre 2014, la société Air France a commencé à utiliser un biokérosène issu de la fermentation du sucre de canne pour certains vols entre Toulouse et Paris. « Ce biocarburant permettrait de réduire de 80 % les émissions de gaz à effet de serre par rapport au kérosène d’origine fossile ».
Pour être certifié par l'Union européenne, un biokérosène doit émettre au moins 60 % de gaz à effet de serre en moins par rapport au kérosène d'origine fossile. Les biocarburants terrestres permettent d'atteindre une réduction des émissions de 80 %.
De 2011 à fin 2017, plus de 45 000 vols commerciaux d'une vingtaine de compagnies aériennes avaient eu recours au biokérosène à titre expérimental. En 2015, l'Union européenne a consommé 41,6 Mtep de kérosène (8,6 % des produits pétroliers), tandis que la consommation de biocarburants (éthanol + biodiesel) s'élevait à 14,2 Mtep.

## Taxes sur le kérosène

### Vols internationaux
Bien que d'origine fossile, comme l'essence et le gazole, le kérosène est exempté de toute taxe sur les liaisons aériennes internationales. Cette exemption date de la convention de Chicago (1944) qui visait à encourager le transport aérien, sur l'impulsion des États-Unis ; la disposition a ensuite été prolongée par des accords bilatéraux.

### Vols intérieurs
- Les Pays-Bas, les États-Unis, le Brésil, l'Inde, le Japon et la Suisse ont introduit une taxe pour leurs liaisons nationales[19],[20].
- En France, le kérosène est utilisé par les compagnies aériennes qui sont intégralement exonérées de la taxe intérieure de consommation sur les produits énergétiques (TICPE), sur tout le territoire français[21]. La France estime peu efficace d'agir sur les stricts vols intérieurs, car ils ne représentent que 4 % du trafic, et souhaite une taxe européenne[22]. De plus, une exonération de la TVA existe également, sous la simple condition que « les produits destinés à des avions des compagnies aériennes dont les services à destination ou en provenance de l'étranger ou des territoires et départements d'outre-mer représentent au moins 80 % des services exploités »[23],[24].
- L'Allemagne souhaite introduire une taxe, mais des sociétés américaines considèrent qu'une telle loi ne serait pas légale[25].

### Vols internationaux intérieurs à l'Union européenne
L'Union européenne envisage une taxe (d'au moins 0,33 € par litre, taux minimal de la directive), qui pourrait diminuer de 11 % les émissions de CO2 du trafic aérien intra-européen et au départ de l'UE vers le reste du monde, selon une étude de la commission européenne publiée en 2019 (en France, les émissions de CO2 diminueraient de 9 %),. Ce sujet a aussi été abordé en 2019 par le Conseil de l'Union européenne (le 12 février) puis lors d'un Conseil Environnement (le 5 mars), à l'initiative de la Belgique. La Commission européenne ne s'est pas prononcée mais doit évaluer la directive de 2003 qu'elle reconnait être « clairement dépassée », tant en matière de respect du principe pollueur-payeur que pour respecter les engagements européens pour le climat.
Une telle mesure pourrait rapporter 27 milliards d'euros par an selon Karima Delli, présidente de la commission des Transports au Parlement européen.

## Impact environnemental

### Effet de serre
Le kérosène est, comme tous les combustibles fossiles, responsable de l'émission de gaz à effet de serre. Le secteur aérien est responsable de 2 à 3 % des émissions au niveau mondial. La combustion d'un litre de kérosène libère 2,52 kg de CO2, auxquels il faut ajouter 0,52 kg pour l'extraction, le transport et le raffinage, soit un facteur d'émission total de 3,04 kg de CO2 par litre de kérosène (ou 3,81 kg de CO2 par kg de kérosène, ou 0,312 kg/kWh, ou 3 642 kg par tep). Selon Lorelei Limousin, responsable des politiques de transport au sein du Réseau Action Climat (RAC) France, le maintien de l’exonération du kérosène est incompatible avec les objectifs de réduction des gaz à effet de serre auxquels s’est engagée la France lors de l’Accord de Paris sur le climat : « Limiter l’augmentation de la température à 2 °C n’est pas atteignable sans agir sur le transport aérien ».
Le biokérosène émet moins de gaz à effet de serre que le kérosène d'origine fossile, mais ses émissions ne sont pas nulles.

## Toxicité
L'ingestion de kérosène est néfaste ou fatale ; le contact avec la peau peut provoquer des brûlures,.
Les employés peuvent être exposés au kérosène sur leur lieu de travail en le respirant, en l'ingérant, par contact avec la peau, ou contact oculaire. Le National Institute for Occupational Safety and Health (NIOSH) des États-Unis a défini un seuil réglementaire de 100 mg/m3 pour une période de huit heures de travail journalier.